# Noia a la finestra
Noia a la finestra és un quadre pintat el 1925 per Salvador Dalí. Està fet amb la tècnica de l'oli sobre cartó pedra, és d'estil realista i les seves mides són 105 × 74,5 cm. Es conserva a Madrid, al Museu Reina Sofia.
El quadre pertany a l'etapa formativa de Dalí, quan l'artista tenia vint anys i el surrealisme no havia influït encara de manera apreciable en la seva pintura.

## Context
És molt probable que el moment de creació se situï en un dels parèntesis de les vacances familiars que els Dalí feien a Cadaqués.
Gràcies a l'amistat amb la família Pitxot, recordats com els primers turistes que fan temporada en aquest poble del Cap de Creus, els Dalí inicien aproximadament a partir del 1910 una dinàmica d'estiueigs a Cadaqués. L'enquadrament representat en aquest oli pot ser la vista des d'una de les finestres de la casa que la família té a la platja d'Es Llaner: en primer terme el mar i, a l'horitzó, la riba coneguda com a Avinguda Víctor Rahola. Aquest paisatge concret és representat més vegades en l'obra de Dalí. És el que es pot veure, per exemple, a Roques del Llaner de l'any 1926, oli que ens permet identificar com a punt de partida d'aquesta obra la casa familiar d'Es Llaner. Un altre element que ens indica que som a Cadaqués, concretament a Es Llaner, són les cases reflectides en el vidre de la finestra, les mateixes casetes blanques que encara avui podem identificar com a paisatge cadaquesenc.
Cal destacar que aquest és l'entorn que Dalí pinta amb insistència en els seus anys de formació. Durant els anys 10 i 20 repeteix temàtica paisatgística, i Es Llaner i Cadaqués apareixen com l'eix vertebrador de les teles: Platja des Llaner, c. 1916, Paisatge de Cadaqués. Port Alguer, c. 1919, Cadaqués, c. 1919 Port d'Alguer i Mont Paní des de l'Ajuntament, entre d'altres.
És, doncs, aquest Cadaqués el que, de manera subtil, Dalí fa aparèixer juntament amb Anna Maria, la seva germana. Com acabem de dir, la dècada dels 20 són anys de formació i definició estilística de Dalí: experimenta amb diferents estils artístics i flirteja amb diversos moviments de l'època abans d'identificar-se amb el surrealisme. Tal vegada, podríem definir Noia a la finestra com a obra noucentista sigui pel fet de plasmar en pintura un moment tan quotidià com és el de contemplar el mar, com també pel tractament clàssic que dona al cos d'Anna Maria i sobretot per la destresa ortodoxa de la pinzellada daliniana. Veiem com, l'any 1925, Salvador Dalí ja es comunica amb un llenguatge propi i combina la pinzellada perfecta amb el domini de la composició de l'escena.
La primera vegada que s'exhibeix aquest quadre és a la primera exposició individual de Dalí que les Galeries Dalmau organitza del 14 al 28 de novembre de l'any 1925 juntament amb 17 pintures i 5 dibuixos. Segons podem llegir a la premsa de l'època, l'acte va ser molt celebrat i va gaudir d'un èxit rotund. Fins i tot, Dalí va ser homenatjat amb dos banquets, un a l'Hotel España de Barcelona el 21 de novembre i l'altre a l'Hotel Gifré de Figueres el 5 de desembre.
Aquestes i d'altres notícies de la premsa queden recollides en forma d'anotacions i retalls en un àlbum-dietari que el pare de l'artista, el notari Dalí, va omplint tot incorporant allò que fa referència a la trajectòria del seu fill com a jove artista. Un parell d'exemples provinents d'aquest recull són:
La Publicitat, a la secció Carnet de les Arts (Barcelona, 20/11/1925) C.C. ens informa que: “La tela Figura en una finestra, que és la que més sufragis ha conquerit, és el punt de màxim encert en la juxtaposició d'aquests dos elements. L'entonació grisa i blavosa de tot el quadro, la llum magníficament distribuïda que fa ressaltar amb una noblesa extraordinària la figura humana damunt l'atmosfera transparent del fons tot plegat dona a aquesta obra simpàtica i penetrant una vaga ressonància elegíaca”. Segons La Veu de l'Empordà, en un article de J. Cusí sobre l'Exposició de pintures de Salvador Dalí. (Figueres, 12/12/1925): “Figura en una finestra, conservant les mateixes qualitats de les altres teles, és més fresca, tendra de color i lluminosa. Un experimenta en contemplar aquesta pintura, una sensació de pau i benestar indefinibles. La llum juga en els plecs de la roba i en les aigües del mar d'una manera captivadora. En totes les teles d'En Dalí hi ha quelcom que atrau; ses pintures no són una senzilla combinació tècnica i encertada de colors; darrere de totes elles hi ha fixada l'emoció del pintor que les executa”.
És evident que Dalí gaudeix d'un primer reconeixement important de la seva obra, i que tant l'exposició a les Galeries Dalmau com la seva obra Noia a la finestra, són àmpliament comentades i elogiades. El talent de Salvador Dalí ja és oficial.
Aquesta peça s'havia vist tan sols en una ocasió a Figueres, amb motiu de l'antològica de l'any 1983 que es va organitzar a Barcelona i Madrid, una part de la qual es va desplaçar fins al nostre museu.

## Descripció
Representa la germana de l'artista, Anna Maria, a l'edat de disset anys, abocada a la finestra, d'esquena, a la casa de vacances que la família posseïa a Cadaqués, a la vora del mar. Dalí fa un treball de gran uniformitat cromàtica i senzillesa en la composició, on la noia ens introdueix en el paisatge que contempla.
Clarament, els valors cromàtics de l'obra són blaus, igual que en les obres primerenques de Picasso, les quals estaven formades només per gammes de blaus.
La noia mostra algunes desproporcions notables com els seus peus, els quals són molt petits. La germana de Dalí apareix en altres quadres contemporanis i posteriors del pintor, ja que va ser la seva model fins que el 1929 va conèixer Gala. La pintura va estar en la primera exposició de l'autor a la galeria Dalmau de Barcelona, el novembre de 1925.